# صخرة ديان

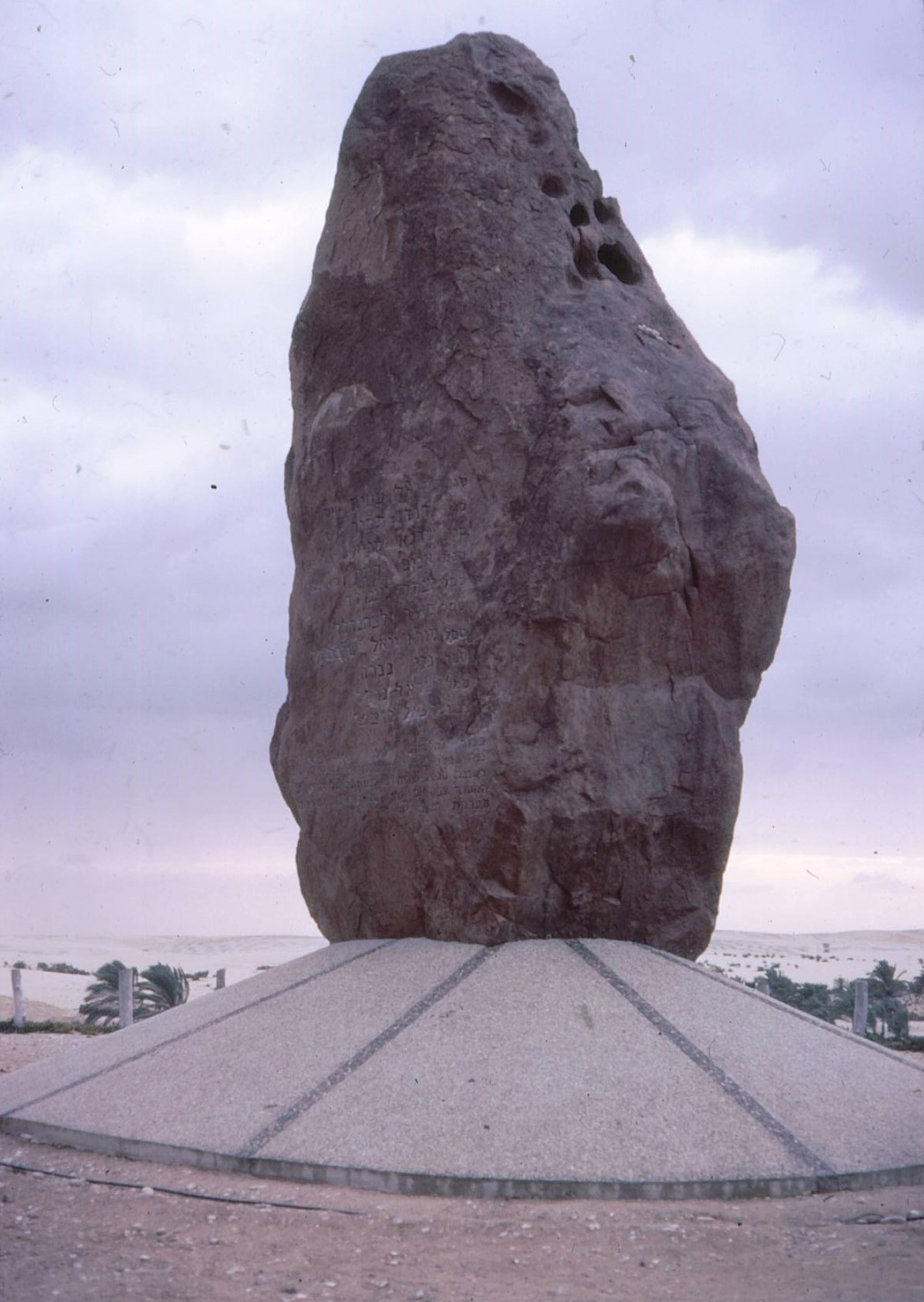
صورة ل صخرة ديان

صخرة ديان هي عبارة عن صخرة ضخمة لها ثلاثة أوجه ومكتوب عليها بالعبرية أسماء طيارين إسرائيليين، وتعد من المعالم السياحية التي يقصدها العديد من الإسرائيليين عند زيارتهم سيناء.

## تاريخ الصخرة
ترجع بداية تلك القصة إلى 1967 حينما سقطت طائرة عسكرية إسرائيلية بمدينة الشيخ زويد بالعريش، بالقرب من رفح المصرية، وكانت تضم حينذاك 11 طيارا إسرائيليا لقوا حتفهم جميعا، وأمر موشيه ديان وزير الدفاع الإسرائيلي آنذاك بنحت صخرة ضخمة من جبل موسى المقدس بدير سانت كاترين لإضفاء نوع من القدسية على النصب المنحوت على ثلاث وجهات، الأولى على شكل امرأة عربية تحمل طفلها وتهرول ناحية البحر تعبيرا عن الخوف من الصهاينة، والوجهة الثانية على شكل خريطة سيناء منكسة، والثالثة على شكل خريطة فلسطين كما يراها الإسرائيليون، فيما حفرت أسماء الطيارين الإسرائيليين على الصخرة باللغة العبرية وثبتت في أعلى مكان بالشيخ زويد لتكون واضحة للعيان.

## صخرة ديان والجندي المجهول
بعد قيام الثورة المصرية قام عدد من النشطاء بحملة تطالب بهدم صخرة سيناء التي يعتبرها أهل سيناء وعموم المصريين وصمة عار إسرائيلية علي أرض سيناء التي تم تحريرها عقب حرب 1973 واتفاقية كامب ديفيد، فيما تمكن عدد من الشباب من رفع علم مصر فوق صخرة ديان وسط دعوات لطلاء الصخرة بالألون الأحمر والأبيض والأسود والتي هي ألوان علم مصر، جاء ذلك كنوع من الرد علي إسرائييل والتي أعلنت في وقت سابق نيتها هدم النصب تذكاري المصري «الجندي المجهول» في رام الله بفلسطين

## صخرة ديان واتفاقية كامب ديفيد
تعد صخرة ديان أحد الأثار الإسرائيليية في سيناء مصر، كما يوجد اثار إسرائيلية أخري في مصر مثل أبو حصيرة في محافظة البحيرة، وتعد الصخرة من الاثار العسكرية المحمية بموجب معاهدة السلام المصرية الإسرائيلية واتفاقية كامب ديفيد، الأمر الذي دفع الجيش إلي حماية صخرة ديان ومنع هدمها من قبل الناشطين لحين النظر في الموقف الإسرائيلي.